# Sullivan (Misuri)
Sullivan es una ciudad ubicada en el condado de Franklin en el estado estadounidense de Misuri. En el Censo de 2010 tenía una población de 7081 habitantes y una densidad poblacional de 346,16 personas por km².

## Geografía
Sullivan se encuentra ubicada en las coordenadas 38°12′44″N 91°9′50″O / 38.21222, -91.16389. Según la Oficina del Censo de los Estados Unidos, Sullivan tiene una superficie total de 20.46 km², de la cual 20.46 km² corresponden a tierra firme y (0%) 0 km² es agua.

## Demografía
Según el censo de 2010, había 7081 personas residiendo en Sullivan. La densidad de población era de 346,16 hab./km². De los 7081 habitantes, Sullivan estaba compuesto por el 97.43% blancos, el 0.23% eran afroamericanos, el 0.37% eran amerindios, el 0.42% eran asiáticos, el 0% eran isleños del Pacífico, el 0.59% eran de otras razas y el 0.96% pertenecían a dos o más razas. Del total de la población el 2.22% eran hispanos o latinos de cualquier raza.